# عندان
عندان (به عربی: عندان) یک منطقهٔ مسکونی در سوریه است که در استان حلب واقع شده‌است.

## خصوصیات
عندان ۱۱٬۹۱۸ نفر جمعیت دارد و ۴۲۰ متر بالاتر از سطح دریا واقع شده‌است.